# Młynowiec

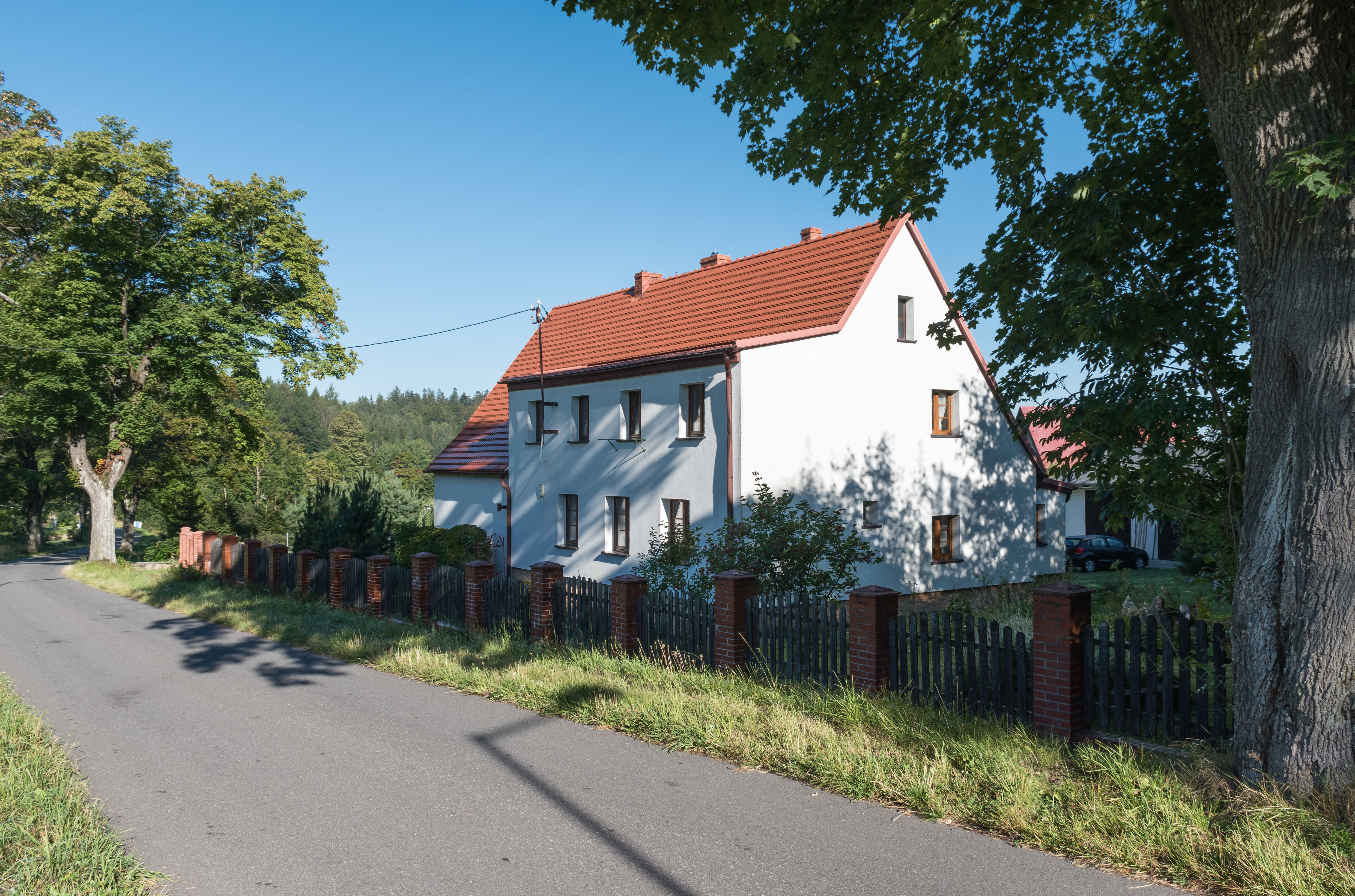
Dom w Młynowcu

Młynowiec (dawniej niem. Mühlbach) – wieś w Polsce położona w województwie dolnośląskim, w powiecie kłodzkim, w gminie Stronie Śląskie, w Górach Bialskich.
| Współrzędne           | Nazwa  | Rodzaj      |
| --------------------- | ------ | ----------- |
| 50°16'24"N 16°54'11"E | Młynów | leśniczówka |

## Położenie
Młynowiec to mała wieś leżąca na południowo-zachodnim zboczu Suszycy, w rozległej dolinie potoku Młynówka, na wysokości około 590–630 m n.p.m.

## Podział administracyjny
W latach 1975–1998 miejscowość administracyjnie należała do województwa wałbrzyskiego.

## Historia
Wieś powstała w 1580 roku w pobliżu kopalni, w której eksploatowano złoża galeny. W 1840 roku w Młynowcu było 31 domów, młyn wodny i piekarnia. W drugiej połowie XIX wieku wieś znalazła się na często uczęszczanym szlaku turystycznym do Puszczy Jaworowej. W okresie tym w Młynowcu funkcjonowała gospoda. W pobliżu wsi, w niewielkim kamieniołomie wydobywano gnejsy.

## Demografia
Według Narodowego Spisu Powszechnego (III 2011 r.) Młynowiec liczył 22 mieszkańców. Jest najmniejszą miejscowością gminy Stronie Śląskie.

## Zabytki
W miejscowości zachowały się pozostałości założenia kalwaryjskiego, odrestaurowane w 2014 roku oraz kilka chałup z końca XIX wieku.